# Complicité fatale
Pour plus de détails, voir Fiche technique et Distribution.
Complicité fatale (Second To Die) est un film américain réalisé par Brad Marlowe en 2000.

## Synopsis
Sara Morgan, dont le mari semble s'être volatilisé dans les airs par l'explosion de son avion, pensait pouvoir profiter de son assurance vie mais c'est une erreur.

## Fiche technique
- Scénario : Anita Doohan, Adrienne Armstrong et George Morgan d'après sa pièce de théâtre
- Production : Daniel Dubiecki, Lara Levicki-Lavi, Lauren Moews, Adele Montalvo, Tony Montalvo, Paula Silver pour Second to Die, L.P. et Whatever Works LLC
- Musique : Andrew Dorfman
- Photographie : Moshe Levin et Eric D. Andersen
- Durée : USA:89 min
- Pays de production :  États-Unis
- Langue : anglais
- Couleur : Color
- Son : Dolby Digital
- Date de sortie :
  - États-Unis : 23 avril 2002

## Distribution
- Erika Eleniak : Sara Morgan Bratchett Scucello
- Jerry Kroll : Raymond 'Scooch' Scucello
- Colleen Camp : Cynthia
- Kimberly Rowe : Amber
- John Wesley Shipp : Jim Bratchett
- Jf Pryor : Zed
- Amy Beth Reece : Det. McCoury
- Paul Winfield : Detective Grady
- Margaret Avery : agent d'assurance
- Jackie O'Brien : Thelma
- Brooke Davis : Nikki Bratchett
- Rebecca Reese : Jasmine
- Marshall R. Teague : Captain Burris